# 樋口秀兼
樋口 秀兼（ひぐち ひでかね、1568年？（永禄11年）-没年不詳）は、戦国時代から江戸時代前期の武将。米沢藩士。父は樋口惣右衛門兼豊。兄に直江兼続と大国実頼がいる。子に大国光頼と樋口長兼がいる。幼名は与八。通称は与惣右衛門、内膳。諱は景兼とも。
幼少、青年期ははっきりとした経歴は伝わってはいないが、上杉家に人質として来ていた真田源次郎と年が近かったため仲がよかったと言われる。秀兼は三兄弟の末子だが長兄の兼続が直江家に、次兄の実頼が小国家の養子行ったことで残った秀兼が実家の樋口家を継ぐことになった。米沢転封後は1000石を知行した。慶長19年（1614年）大阪冬の陣に上杉家の武将として参加した。なお、長兄の兼続が、大国家を継いでいた次兄実頼の後継者に、秀兼の嫡男の光頼を指名したため、光頼は大国家を継ぎ樋口家は次男の長兼が継いだ。没年は不群である。
樋口家は幕末まで存続している。